# Communauté de communes de Puisaye-Forterre
La Communauté de communes de Puisaye-Forterre est une communauté de communes française située dans les départements de l'Yonne et de la Nièvre dans la région Bourgogne-Franche-Comté.

## Historique
La communauté de communes est créée au 1er janvier 2017 par arrêté du 25 octobre 2016 par la fusion des communautés de communes Cœur de Puisaye, Portes de Puisaye Forterre et de Forterre - Val d'Yonne (à l'exception de la commune de Merry-sur-Yonne), étendue aux communes de Charentenay, Coulangeron, Migé et Val-de-Mercy (issues de la communauté de communes du Pays coulangeois) et à la commune nouvelle de Charny-Orée-de-Puisaye.
Le 1er janvier 2018, les communes de Coulanges-sur-Yonne, Crain, Festigny, Lucy-sur-Yonne et Pousseaux quittent la communauté de communes pour rejoindre celle de Haut Nivernais-Val d'Yonne.

## Territoire communautaire

### Géographie
Le territoire communautaire, d'une superficie de 1 750 km², est située au nord de la Bourgogne-Franche-Comté, et est essentiellement rural. Il est réparti entre les départements de l’Yonne et de la Nièvre.

### Composition
En 2023, la communauté de communes est composée des 57 communes suivantes :

| Nom                             | Code Insee | Gentilé            | Superficie (km2) | Population (dernière pop. légale) | Densité (hab./km2) |
| ------------------------------- | ---------- | ------------------ | ---------------- | --------------------------------- | ------------------ |
| Saint-Fargeau (siège)           | 89344      | Fargeaulais        | 67,2             | 1 466 (2022)                      | 22                 |
| Andryes                         | 89007      | Androgiens         | 29,79            | 445 (2022)                        | 15                 |
| Arquian                         | 58012      | Arquinois          | 33,56            | 550 (2022)                        | 16                 |
| Beauvoir                        | 89033      |                    | 6,72             | 394 (2022)                        | 59                 |
| Bitry                           | 58033      | Bitryats           | 17,47            | 311 (2022)                        | 18                 |
| Bléneau                         | 89046      | Blénaviens         | 39,41            | 1 146 (2022)                      | 29                 |
| Bouhy                           | 58036      | Bouhytats          | 36,37            | 427 (2022)                        | 12                 |
| Champcevrais                    | 89072      | Champosylvestriens | 32,73            | 311 (2022)                        | 9,5                |
| Champignelles                   | 89073      | Champignellois     | 53,29            | 896 (2022)                        | 17                 |
| Charentenay                     | 89084      | Charentenaysiens   | 14,64            | 286 (2022)                        | 20                 |
| Charny Orée de Puisaye          | 89086      |                    | 230,4            | 4 854 (2022)                      | 21                 |
| Coulangeron                     | 89117      | Coulangeronnais    | 8,52             | 214 (2022)                        | 25                 |
| Courson-les-Carrières           | 89125      |                    | 34,16            | 895 (2022)                        | 26                 |
| Dampierre-sous-Bouhy            | 58094      | Dampierrois        | 26,9             | 456 (2022)                        | 17                 |
| Diges                           | 89139      | Digeois            | 35,84            | 1 059 (2022)                      | 30                 |
| Dracy                           | 89147      | Dracycois          | 21,86            | 237 (2022)                        | 11                 |
| Druyes-les-Belles-Fontaines     | 89148      | Drogiens           | 39,48            | 273 (2022)                        | 6,9                |
| Égleny                          | 89150      | Égléniens          | 8,02             | 451 (2022)                        | 56                 |
| Étais-la-Sauvin                 | 89158      | Étaisiens          | 44,79            | 629 (2022)                        | 14                 |
| Fontaines                       | 89173      |                    | 25,18            | 462 (2022)                        | 18                 |
| Fontenay-sous-Fouronnes         | 89177      | Fontaniens         | 12,34            | 81 (2022)                         | 6,6                |
| Fontenoy                        | 89179      | Putifontains       | 15,9             | 293 (2022)                        | 18                 |
| Fouronnes                       | 89182      | Fouronnais         | 17,79            | 182 (2022)                        | 10                 |
| Les Hauts de Forterre           | 89405      |                    | 33,07            | 481 (2022)                        | 15                 |
| Lain                            | 89215      | Lainois            | 10,18            | 178 (2022)                        | 17                 |
| Lainsecq                        | 89216      | Lainsecquois       | 25               | 324 (2022)                        | 13                 |
| Lalande                         | 89217      | Lalandais          | 10,13            | 133 (2022)                        | 13                 |
| Lavau                           | 89220      |                    | 55,06            | 391 (2022)                        | 7,1                |
| Leugny                          | 89221      |                    | 13,34            | 317 (2022)                        | 24                 |
| Levis                           | 89222      | Lévisois           | 12,08            | 222 (2022)                        | 18                 |
| Merry-Sec                       | 89252      | Merillons          | 14,17            | 175 (2022)                        | 12                 |
| Mézilles                        | 89254      | Mézillois          | 52,42            | 516 (2022)                        | 9,8                |
| Migé                            | 89256      | Migéens            | 14,62            | 392 (2022)                        | 27                 |
| Mouffy                          | 89270      |                    | 4,89             | 133 (2022)                        | 27                 |
| Moulins-sur-Ouanne              | 89272      |                    | 10,19            | 279 (2022)                        | 27                 |
| Moutiers-en-Puisaye             | 89273      |                    | 31,42            | 270 (2022)                        | 8,6                |
| Ouanne                          | 89283      | Ouannais           | 38,2             | 584 (2022)                        | 15                 |
| Parly                           | 89286      | Parlycois          | 20,77            | 827 (2022)                        | 40                 |
| Pourrain                        | 89311      | Pulveriniens       | 23,84            | 1 284 (2022)                      | 54                 |
| Rogny-les-Sept-Écluses          | 89324      | Rognycois          | 32,59            | 699 (2022)                        | 21                 |
| Ronchères                       | 89325      |                    | 11,33            | 88 (2022)                         | 7,8                |
| Sainpuits                       | 89331      | Sanépuisiens       | 22,84            | 290 (2022)                        | 13                 |
| Saint-Amand-en-Puisaye          | 58227      | Amandinois         | 41,51            | 1 211 (2022)                      | 29                 |
| Saint-Martin-des-Champs         | 89352      |                    | 34,22            | 259 (2022)                        | 7,6                |
| Saint-Privé                     | 89365      |                    | 41,41            | 518 (2022)                        | 13                 |
| Saint-Sauveur-en-Puisaye        | 89368      | San-Salvatoriens   | 30,89            | 907 (2022)                        | 29                 |
| Saint-Vérain                    | 58270      | Saint-Vérinois     | 24,69            | 369 (2022)                        | 15                 |
| Saints-en-Puisaye               | 89367      | Saintons           | 27,71            | 546 (2022)                        | 20                 |
| Sementron                       | 89383      |                    | 11,7             | 104 (2022)                        | 8,9                |
| Sougères-en-Puisaye             | 89400      | Sougérois          | 26,5             | 298 (2022)                        | 11                 |
| Tannerre-en-Puisaye             | 89408      | Tannerrois         | 28,93            | 271 (2022)                        | 9,4                |
| Thury                           | 89416      | Thurycois          | 23,22            | 426 (2022)                        | 18                 |
| Toucy                           | 89419      | Toucycois          | 34,85            | 2 562 (2022)                      | 74                 |
| Treigny-Perreuse-Sainte-Colombe | 89420      |                    | 67,46            | 1 076 (2022)                      | 16                 |
| Val-de-Mercy                    | 89426      | Galiechois         | 13,46            | 373 (2022)                        | 28                 |
| Villeneuve-les-Genêts           | 89462      | Villeneuviens      | 24,69            | 308 (2022)                        | 12                 |
| Villiers-Saint-Benoît           | 89472      | Villerois          | 34,04            | 433 (2022)                        | 13                 |

### Démographie
| 1968   | 1975   | 1982   | 1990   | 1999   | 2009   | 2014   | 2020   |
| ------ | ------ | ------ | ------ | ------ | ------ | ------ | ------ |
| 38 642 | 35 444 | 34 693 | 33 773 | 34 594 | 36 250 | 35 770 | 33 770 |

## Organisation

### Siège
Le siège de la Communauté de communes est situé à  Saint-Fargeau, dans les locaux de l'ancienne mairie de cette ville. 
Ses bureaux sont à Toucy, 4 rue Colette.

### Élus
La communauté de communes est administrée par son conseil communautaire, composé pour la mandature 2020-2026 de  80 conseillers municipaux représentant chacune des  communes membres et réparti s sensiblement en fonction de leur populatio de la manière suivante : 

- 10 délégués pour Charny Orée de Puisaye ;

- 5 délégués pour Toucy ;

- 3 délégués pour Saint-Fargeau et Pourrain ;

- 2 délégués pour Bléneau, Saint-Amand-en-Pulsaye, Diges, Champignelles, Treigny-Perreuse-Sainte-Colombe et Treigny-Perreuse-Sainte-Colombe ;

- 1 délégué ou son suppléant pour les autres communes.

Au terme des élections municipales de 2020 dans l'Yonne et dans la Nièvre, le conseil communautaire renouvelé a réélu son président, Jean-Philippe Saulnier-Arrighi, maire de Moulins-sur-Ouanne, et désigné ses onze vice-présidents, qui sont : 
1. Jean-Luc Vandaele, maire de Diges, chargé des finances ;
2. Jean-Michel Rigault, maire de  Druyes-les-Belles-Fontaines, chargé du tourisme ;
3. Christine Picard, conseillère municipale de Toucy, chargée de la petite enfance ;
4. Catherine Cordier, maire de Ouanne, chargée de l’enfance, de la jeunesse et du sport ;
5. Dominique Morisset, maire-adjoint de Treigny-Perreuse-Sainte-Colombe, chargé de l'environnement et des circuits de proximité ;
6. Claude Millot, maire de Moutiers-en-Puisaye, chargé  de la filière bois, de la voirie, de la voie verte et de la GEMAPI
7. Philippe Vigouroux, maire de Coulangeron, chargé de la gestion du patrimoine et des travaux ;
8. Pascale Grosjean, première maire-adjointe de Saint-Amand-en-Puisaye, chargée de la culture et de l’école de musique
9. Patrick Büttner, maire de Villiers-Saint-Benoît, chargé de la santé ;
10. Jean-Luc Salamolard, conseiller municipal délégué de Pourrain, chargé des déchets et  de l’aménagement du territoire ;
11. Jean-Marc Giroux, élu de Sementron, chargé des ressources humaines.

En nocembre 2020, Jean-Luc Vandaele, en désaccord  avec les méthodes de gouvernance du président, démissionne, décalant de ce fait les autres  vice-présidences. Alain Drouhin, maire de Bléneau est élu vice-président chargé des finances et de la contractualisation lors du conseil communautaire du 25 janvier 2021.

### Liste des présidents
| Période      | Période                       | Identité                       | Étiquette          | Qualité |
| ------------ | ----------------------------- | ------------------------------ | ------------------ | --- |
| janvier 2017 | En cours (au 4 décembre 2023) | Jean-Philippe Saulnier-Arrighi | Agir puis Horizons | Avocat Maire de Moulins-sur-Ouanne (2008 → ) Président de la CC Cœur de Puisaye (2013 → 2016) Conseiller régional de Bourgogne-Franche-Comté (2016 → ) Réélu pour le mandat 2020-2026 |

### Compétences
La communauté de communes exerce les compétences qui lui ont été transférées par les communes membres, dans les conditions déterminées par le code général des collectivités territoriales. Il s'agit de : 
- Urbanisme
- Développement économique
- Aménagement, entretien et gestion des aires d’accueil des gens du voyage
- Collecte et traitement des déchets des ménages et déchets assimilés
- Gestion des milieux aquatiques et prévention contre les inondations (GEMAPI)
- Protection et mise en valeur de l’environnement
- Politique du logement et du cadre de vie
- Création, aménagement et entretien de la voirie
- Construction, entretien et fonctionnement d’équipements culturels et sportifs, équipements de l’enseignement pré-élémentaire et élémentaire d’intérêt communautaire
- Action sociale d’intérêt communautaire
- Aménagement numérique et téléphonie mobile
- Tourisme
- Sport
- Culture
- Fourrière animale
- Contractualisation

### Régime fiscal et budget
La communauté de communes est un établissement public de coopération intercommunale à fiscalité propre.
Afin de financer l'exercice de ses compétences, l'intercommunalité perçoit la fiscalité professionnelle unique (FPU) – qui a succédé à la taxe professionnelle unique (TPU) – et assure une péréquation de ressources entre les communes résidentielles et celles dotées de zones d'activité.
Elle ne reverse pas de dotation de solidarité communautaire (DSC) à ses communes membres.

## Projets et réalisations
Conformément aux dispositions légales, une communauté de communes a pour objet d'associer des « communes au sein d'un espace de solidarité, en vue de l'élaboration d'un projet commun de développement et d'aménagement de l'espace ».